# روزجله (شهرستان گورلیتسه)
روزجله (به لهستانی:  Rozdziele) یک روستا در لهستان است که در گمینا لیپینکی واقع شده‌است. روزجله ۲۷۰ نفر جمعیت دارد.